# Danh sách luật sư Ý
Đây là danh sách không đầy đủ các luật sư đáng chú ý của Ý:

## A
- Alberico Gentili
- Silvestro Aldobrandini
- Giorgio Ambrosoli

## B
- Antonio Barbieri
- Olinto Barsanti
- Tina Lagostena Bassi
- Lelio Basso
- Mario Berlinguer
- Enzo Bianco
- Ivanoe Bonomi
- Mario Borghezio
- Giovanni Braschi

## C
- Sergio Campana (cầu thủ bóng đá)
- Ferdinando Carabba Tettamanti
- Alberto Caramella
- Giuseppe Lorenzo Maria Casaregi
- Roberto Cassinelli
- Michele Cianciulli

## D
- Enrico De Nicola
- Antonio Di Pietro
- Domenico Donna

## F
- Dario Franceschini

## G
- Luigi Gasparotto
- Niccolò Ghedini
- Pier Michele Giagaraccio
- Franzo Grande Stevens
- Guglielmo Gulotta

## I
- Mario Ielpo

## L
- Domenico Lanza
- Federica Liparoti

## O
- Angelo Oliviero Olivetti
- Leoluca Orlando

## P
- Carlo Palermo
- Giuseppe Palmisano
- Luca Pancalli
- Giuseppe Paratore
- Alfonso Pecoraro Scanio
- Carmine Pecorelli
- Camillo Porzio
- Cesare Previti
- Giuseppe Prisco

## R
- Guido Raimondi
- Attilio Ruffini

## S
- Giuseppe Saracco
- Mario Scaramella
- Francesco Spiera

## T
- Filippo Turati

## V
- Lelio Vittorio Valobra
- Gustavo Venturi
- Bruno Villabruna
- Bruno Visentini